# Děhylov
Děhylov är en ort i Tjeckien. Den ligger i den östra delen av landet, 270 km öster om huvudstaden Prag. Děhylov ligger 300 meter över havet och antalet invånare är 640.
Terrängen runt Děhylov är platt. Runt Děhylov är det mycket tätbefolkat, med 1 463 invånare per kvadratkilometer. Närmaste större samhälle är Ostrava, 9,3 km öster om Děhylov. Runt Děhylov är det i huvudsak tätbebyggt.